# ویلفرد زاها
دازت ویلفرد آرمل زاها (به انگلیسی: Dazet Wilfried Armel Zaha) (زاده ۱۰ نوامبر ۱۹۹۲)، یک بازیکن فوتبال دورگه انگلیسی-ساحل عاجی است که برای باشگاه گالاتاسرای بازی می‌کند.

## زندگی
زاها متولد ابیدیان، ساحل عاج است و اصلیتی انگلیسی دارد او در چهار سالگی همراه خانواده خود به تورنتون هیث، کرویدون، انگلستان نقل مکان کرد.

## حرفه باشگاهی

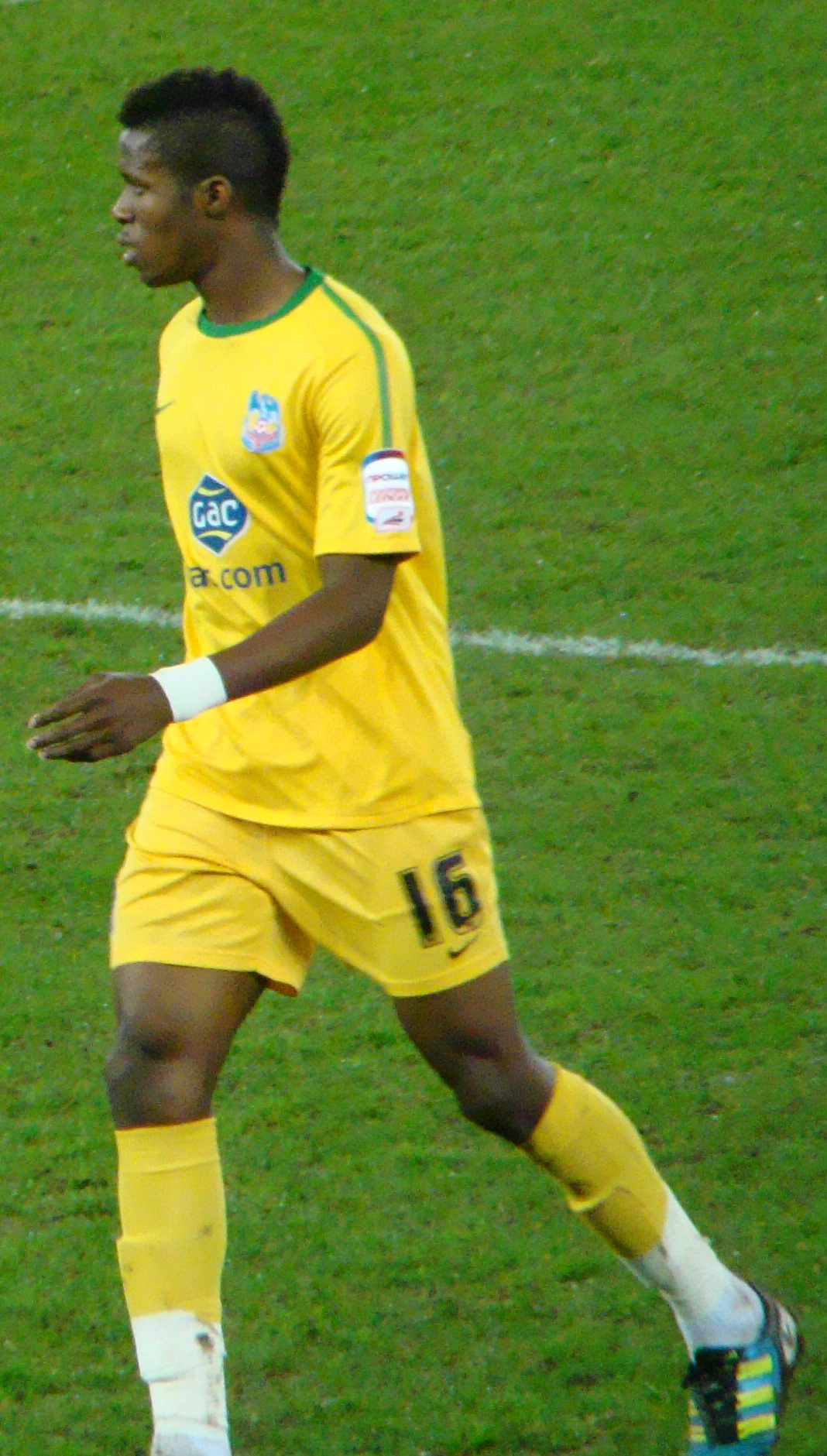
زاها در ۲۰۱۲

### کریستال پالاس
کاردیف سیتی در تاریخ ۲۷ مارس ۲۰۱۰ بود که ۱۰ دقیقه فرصت بازی پیدا کرد.

#### ۲۰۱۱–۲۰۱۰
پیشرفت زاها در تیم کریستال پالاس بسیار بالا و چشمگیر بود به طوری که در اوایل فصل ۲۰۱۰ تبدیل به یکی از کلیدی‌ترین بازیکنان کریستال پالاس شد. در ۲۷ اوت او اولین گل خود را در برابر لستر سیتی به ثمر رساند. بعد از این بازی مدافع کریستال پالاس پدی مک‌کارتی به تمجید زاها پرداخت و او را با ویکتور موزز مقایسه کرد. زاها آن فصل را در مجموع با ۴۴ مسابقه و ۱ گل و ۲ پاس گل به پایان رساند.

#### ۲۰۱۲–۲۰۱۱
زاها این فصل را با به ثمر رساندن دو گل به کراولی تاون در بازی‌های لیگ کاپ آغاز کرد. در ۳۰ نوامبر زاها با بازی مؤثر و خیره‌کننده خود در برابر منچستر یونایتد موجبات پیروزی ۲–۱ کریستال پالاس را فراهم کرد و باعث علاقه زیاد منچستر یونایتد به خود گردید.
در مارس ۲۰۱۲ زاها به عنوان بهترین بازیکن لیگ فوتبال برگزیده شد.
در اواخر فصل مربی کریستال پالاس از زاها در پست مهاجم نو؛ استفاده کرد و در پایان فصل زاها به عنوان بهترین بازیکن جوان کریستال پالاس انتخاب شد. در این فصل زاها ۴۹ بار مجموعاً برای کریستال پالاس بازی کرد و موفق به زدن ۹ گل و ۵ پاس گل شد.

## حرفه ملی
زاها می‌توانست برای هر دو تیم ملی ساحل عاج و انگلستان بازی کند چرا که متولد ساحل عاج و بزرگ شده انگلستان بود. بعد از بازی چشمگیر زاها برای تیم زیر ۱۸ سال انگلستان در برابر تیم زیر ۱۸ سال آلمان و فصل موفق زاها در کریستال پالاس، زاها به تیم زیر ۲۱ سال انگلستان دعوت شد. او در اولین بازی خود برای زیر ۲۱ سال توانست یک پاس گل بدهد و انگلستان ۴–۰ بلژیک را شکست داد. در ۱۱ نوامبر ۲۰۱۲ روی هاجسون زاها را تیم اصلی انگلستان برای بازی دوستانه برابر سوئد دعوت کرد و در دقیقه ۸۳ بازی به جای رحیم استرلینگ وارد زمین شد. اما پس از قطع روند دعوت شدن به تیم ملی انگلستان این بازیکن به عضویت تیم ملی ساحل عاج درآمد.
زاها از سال ۲۰۱۷ در تیم ملی ساحل عاج بازی می‌کند و در رقابت‌های جام ملت‌های آفریقا و مقدماتی جام جهانی ۲۰۱۸ بازی کرده‌است.